# Stern ohne Himmel (Roman)

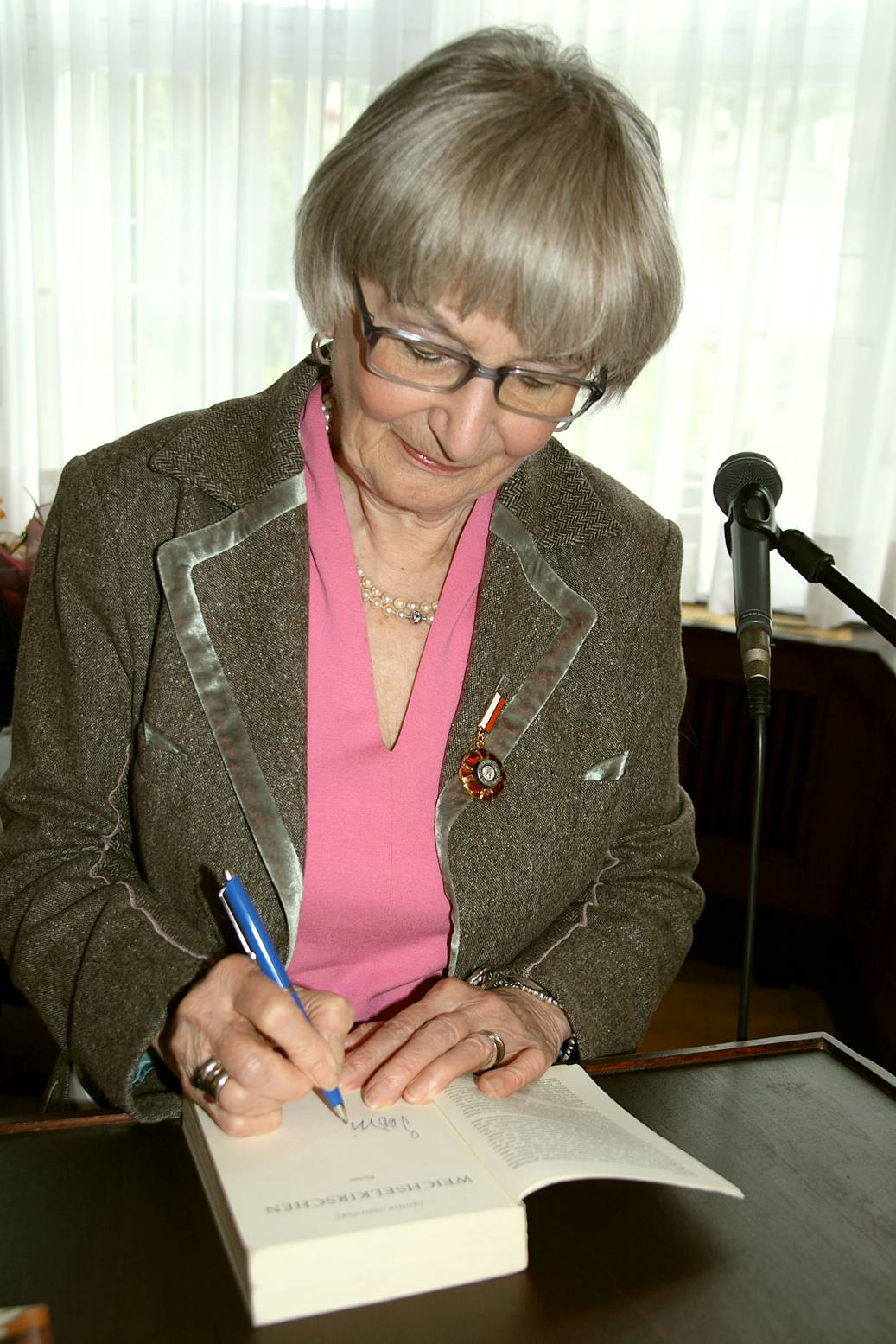
Leonie Ossowski (2007)

Stern ohne Himmel ist ein von Leonie Ossowski 1958 verfasstes Buch, das sich mit dem Holocaust auseinandersetzt und gegen Ende des Zweiten Weltkrieges spielt. Es erschien zuerst 1959 unter dem Pseudonym Jo von Tiedemann im Verlag der Nation (DDR), ab 1978 im Beltz & Gelberg Verlag und wird häufig im Schulunterricht gelesen. Das Werk behandelt den Umgang einer deutschen Freundesgruppe mit einem jüdischen, gleichaltrigen KZ-Flüchtling und die Situation in Deutschland kurz vor Ende des Zweiten Weltkriegs. Sowohl das Buch selber als auch die 1980 veröffentlichte Verfilmung erhielten überwiegend positive Kritiken.

## Inhalt
Vier Jugendliche haben in dem Keller einer Ruine ein Nahrungsdepot gefunden. Zu diesem gehen sie immer, wenn der Hunger zu groß wird, weil das Essen stark rationiert ist. Eines Tages finden sie dort rein zufällig einen Juden namens Abiram, der aus dem Konzentrationslager geflohen ist und sich nun in dem Keller versteckt. Die Jugendlichen beschließen, ihn erst einmal dort einzusperren, um in Ruhe darüber zu beraten, was sie mit ihm machen sollen. Einer der Jugendlichen, Willi, ist überzeugtes Mitglied der Hitlerjugend und der Meinung, dass es die einzige richtige Entscheidung ist, den Juden auszuliefern. Die anderen halten ihn jedoch davon ab und wollen dem Jungen dabei helfen, einen gewissen Arthur Dressler zu finden, der angeblich flüchtigen Juden hilft. Die Adresse hat er von einem Mithäftling im KZ zugesteckt bekommen.
Willi fühlt sich dadurch hintergangen und will den Juden auf eigene Faust ausliefern, um als Hitlerjunge gut dazustehen. Deshalb nimmt er auch keine Rücksicht auf seine Freunde, die er mit dem Juden zusammen in besagtem Keller einschließt, als sie diesen besuchen. Er meldet die Entdeckung des Juden dem Bezirksleiter, der ihn erst einmal für einen Wichtigtuer hält. Schließlich lässt er sich aber doch von ihm überzeugen und folgt Willi.
Als sie aber an dem Keller ankommen, ist dieser leer. Der Bezirksleiter vermutet nun, auf einen üblen Scherz reingefallen zu sein, und verpasst Willi zur Bestrafung eine Tracht Prügel. In Wirklichkeit sind die Jungen jedoch nur entkommen, weil einer von ihnen einen Zweitschlüssel hat anfertigen lassen. Als Willi auch noch dem Direktor der Schule, die die Jungen besuchen, einem überzeugten Nationalsozialisten namens Jähde, von dem Juden erzählt, weil er den Vorfall nicht auf sich beruhen lassen will, beauftragt ihn der Schulleiter damit, Abiram aufzuspüren.
Da die Jugendlichen währenddessen Arthur Dresseler nicht auffinden können, beschließen Paule, Ruth und Antek, ihn erst einmal selbst zu verstecken. Ruth erzählt ihrem Großvater von Abiram, weil sie Angst um den Juden hat und nicht möchte, dass er erneut ins KZ kommt. Ruths Großvater unterstützt das NS-Regime nicht und saß wegen seiner politischen Einstellung bereits im Gefängnis. Er möchte selber mit Abiram sprechen, also suchen sie diesen in seinem Versteck, dem Stadttor, auf. Abiram denkt jedoch, dass die zwei ankommenden Personen ihn wieder in das KZ bringen wollen, weil er sie nicht genauer identifizieren kann und Ruth nicht erkennt. Daher flieht er und schließt sich einer Gruppe von Flüchtlingen an. Diese werden notgedrungen im Alumnat der Jugendlichen untergebracht.
Kurze Zeit später beginnt der Angriff der Russen, die in Deutschland einmarschieren wollen. Abiram und die Jugendlichen fliehen unabhängig voneinander in die Krypta, um dort Schutz vor dem Beschuss zu suchen. Als Willi Abiram in der Krypta erkennt, will er Meldung bei dem Direktor machen. Auf dem Weg zum Alumnat wird er jedoch von Russen erschossen. Herr Nagold, ein Lehrer des Alumnats, schafft es noch gerade rechtzeitig in die Krypta und verkündet dort: „Die Russen sind da.“ Der Roman endet damit, dass Frau Nagold ihren Mann fragt: „Ist jetzt Frieden?“ Dieser antwortet: „Ja, Frieden.“
Ein Epilog, der das weitere Leben der Charaktere beschreiben könnte, fehlt.

## Rezensionen
Das Buch wurde vor allem wegen der realistischen Darstellungen des damaligen Lebens und des Faschismus gelobt. So schrieb Die Zeit: „[...] es zeigt aus frischem und zornigem Gedächtnis, wie sehr Kinder durch Faschismus und Krieg in Mitleidenschaft gezogen wurden, aber auch, wie unberührt sie davon bleiben konnten, wie sie sich ihre eigene Welt schufen, wie die „Ideale“ der Erwachsenen für sie aufs Faßbare, Naheliegende schrumpften: zu essen zu bekommen, ein Zuhause zu haben.“

## Verfilmung
1980 wurde Stern ohne Himmel verfilmt, wobei das Drehbuch ebenfalls von Leonie Ossowski stammte. Regie führte Ottokar Runze. Auch der Film wurde vor allem wegen seiner realistischen Darstellung und der hervorragenden Schauspielleistung gelobt. So schrieb beispielsweise die taz: „... STERN OHNE HIMMEL empfehle ich allen Jugendlichen, die ein wenig mehr über die Zeit des Nationalsozialismus erfahren wollen, als es in den Geschichtsbüchern zu lesen ist. Es ist ein ehrlicher, realistischer und äußerst harter Film, dessen jugendliche Darsteller nicht besser ausgewählt sein konnten. Sie spielen nicht. Sie leben. Etwas anderes ist für diesen Film auch nicht möglich ... “ Es wurde auch gelobt, dass man sich sehr gut mit dem Film identifizieren könne. So schreibt Manfred Hobsch in der Zeitschrift Zitty: „...Der Film STERN OHNE HIMMEL ist geeignet, den Nebel der Verdrängung zu durchstoßen, denn er erreicht neben der Identifikation, die gerade für jugendliche Zuschauer recht leicht sein dürfte, eine große Anteilnahme am Einzelschicksal, die äußerst betroffen macht ...“

## Ausgaben und Übersetzungen (Auswahl)
- Stern ohne Himmel. Beltz & Gelberg, Weinheim 1978, ISBN 3-407-80618-3.
- Stjärna utan himmel. AWE/Geber, Stockholm 1982, ISBN 91-20-06803-4.
- Stern ohne Himmel. Fischer-Taschenbuch-Verlag, Frankfurt am Main 1983, ISBN 3-596-27546-6.
- Kochav bli Shamayim. Am Oved, Tel Aviv 1986.
- Stern ohne Himmel. Heyne Verlag, München 1989, ISBN 3-453-02928-3.
- Stern ohne Himmel. Pavillon Verlag, München 2004, ISBN 3-453-87492-7.